# کپندا کمولمبا، آنگولا
کپندا کمولمبا (به انگلیسی: Capenda Camulemba) شهری در استان لوندای شمالی واقع در کشور آنگولا است که در سال ۲۰۰۹ میلادی ۳٬۵۶۲ نفر جمعیت داشته است.